# Talence
Talence (Talança em occitano) é uma comuna francesa na região administrativa da Nova Aquitânia, no departamento da Gironda. Estende-se por uma área de 8,35 km². Em 2010 a comuna tinha 43 670 habitantes (densidade: 5 229,9 hab./km²).130 hab/km².

## Educação
- École nationale supérieure d'électronique, informatique, télécommunications, mathématiques et mécanique de Bordeaux